# THE NEW GATE
『THE NEW GATE』（ザ・ニュー・ゲート）は、風波しのぎによる日本のライトノベル。小説投稿サイト「小説家になろう」で2013年よりオンライン小説として連載中。2014年にアルファポリスから書籍が出版された。イラストは魔界の住民（第1 - 9巻）・KeG（第10巻・11巻）・晩杯あきら（第12巻 - ）が担当している。2016年の「小説家になろう」ダイジェスト規制に伴い、アルファポリスでの連載に移行している。2024年3月時点で電子版を含めたシリーズの累計部数は270万部を突破している。
メディアミックスとして、2016年から三輪ヨシユキによるコミカライズのウェブコミック連載も行われている。また、テレビアニメが2024年4月から6月まで放送された。

## あらすじ
数万人を巻き込んでデスゲームと化したオンラインゲーム「THE NEW GATE」。最古参プレイヤー・シンの活躍によりついに、デスゲームからの解放を迎えようとしていた。しかし最後のボスを倒し脱出することができたと思った瞬間、 突如未知の光を浴び、500年後のゲーム世界に飛ばされてしまう。
シンは共にしていたサポートキャラクターの自立したその後などを知りつつ、自身が作った施設「月の祠」を拠点に元の世界に戻る方法を探っていく。

## 登場人物
声の項は特記のない場合、テレビアニメ版の声優。

### シンの仲間
桐谷 進也（きりたに しんや） / シン
声 - 小野賢章 / 伊藤聖将（ゲームアプリ）
本作の主人公。ハイヒューマン。オンラインゲームで名を馳せた最強プレイヤー「シン」で、VRMMORPG『THE NEW GATE』をクローズドβテストからプレイしている。
デスゲームをクリアするも、その直後に500年後の【THE NEW GATE】の世界、すなわち異世界に飛ばされてしまう。
鍛冶師のスキルを極めており「黒の鍛冶師」という二つ名を持つ。「月の祠」の本来の店長。
シュニー・ライザー
声 - 瀬戸麻沙美 / 吉岡香織（ゲームアプリ）
本作のヒロインの一人。ハイエルフ。ゲーム時代のシンのサポートキャラNo.1で、よろずや「月の祠」店長代理。スカートにスリットの入ったメイド服が特徴。
呪われたティエラを長年保護してきた。
ハイヒューマンの臣下であったことで重要視され、王国とパイプを持つ。ただし王国側はシュニーを自分の戦力に組み込もうと様々な手で懐柔を行おうとしており、シュニー自身はうんざりしている。
シンが「月の祠」に来た当初はスカルフェイスの出現に対処しており不在で、ティエラが手紙のマジックアイテムで伝えたことでシンが来たことを把握。シンがスカルフェイス・ロードとの戦闘中に合流した。
主であるシンへの忠誠は厚く、シンのことになるとつい暴走する。
ティエラ・ルーセント
声 - 本渡楓 / 中条智世（ゲームアプリ）
本作のヒロインの一人。エルフ。よろずや「月の祠」店番。強力な呪いの影響で黒髪となり、外に出た瞬間モンスターを引き寄せてしまうため、100年近く外出できずにいた。
カゲロウこと神獣グルファジオを従える。
シンとは男に無理矢理連れ出され、呪いによりモンスターを引き寄せてしまったところを助けられる。その後、シンのスキル「浄化」により呪いが解かれ、髪の一部分は本来の色を取り戻した。
当初シンが「月の祠」の店長とは知らず、後にシュニーから伝えられた際は驚きでへりくだり始めたが、シンの要望ですぐ元に戻した。
ユズハ
声 - 岡咲美保 / 伊瀬茉莉也（ゲームアプリ）
シンのパートナーモンスター。神社で弱っていたところをシンに助けられ、成り行きでパートナー契約を行う。エレメントテイルで、通称・九尾の狐と呼ばれる最上級モンスター。
シンと出会った直後は子狐の姿で言葉もしゃべれなかったが、スカルフェイス・ロードを倒したことにより言葉を喋れるようになり、その翌日には人間の姿やLサイズの姿「ユズエル」への変化もできるようになった。
カゲロウ
声 - 星祐樹
神獣グルファジオの亜種。シンが移動手段として馬車を買い馬を求めていたところ、シュニーがパートナー契約を行って霊峰から連れてきた。
体格を変えたり影に潜ったりと、グルファジオ本来のものとは違った能力を持つ。種族として限界を突破しているため、戦闘力も高い。
かつて幼い頃に母親を冒険者に倒され彷徨っていたところをティエラに助けられたことがある。この経緯からエルフに対して警戒心が薄いため、シュニーは苦労せず連れてくる事ができた。当時の事もしっかり覚えており、恩人のティエラには特に懐いている。その事情を知った後、シュニーは契約を解除し、ティエラが契約をし直してパートナーとなった。
ジラート・エストレア
声 - 三上哲 / 横田和輝（ゲームアプリ）
シンのサポートキャラクターNo.3で、ハイビーストの魔拳士。獣人達をまとめて獣人連合ファルニットを組織したビーストの英雄。
本来150年程度の寿命しかないが、何故か500年経った現在も生存している。しかし、限界が近づいているらしい。
シンと再会したあと、「自分の実力がハイヒューマンに届きうるのかどうか」という長年の疑問を解決するためシンと命を賭けて決闘を行い、シンに僅かに傷をつけ、満足して死亡した。
葬式は盛大に行われ、シュバイドとシンの接点を作り出すこととなった。
ウォルフガング・エストレア
声 - 鈴木達央
八代目現獣王。
クオーレ・エストレア
声 - 花澤香菜
ウォルフガングの娘。
シュバイド・エトラック
声 - 高塚正也 / 柴田勝俊（ゲームアプリ）
シンのサポートキャラクターNo.4で、ハイドラグニルの聖騎士。竜皇国キルモットの初代竜王。現在は2代目に王位を継承し（元々は最初から2代目が王位につくはずだったが、2代目が直前に負傷し、代理として初代竜王となった）、自身は各地を自由に放浪している。実直な性格。
ジラートの葬式に出席したことでシンと再会し、竜皇国キルモットでの用事を済ませた後合流することを約束する。
ベレット・キルマール
声 - 室元気
過去に交流のあったシンのサポートキャラクター。デスゲームだった時代に死んだはずの、かつての仲間たちが生きている事やPK（シンの仲間や沢山のプレイヤーを葬ったプレイヤー・キラー）の存在をシンに知らせた。
フィルマ・トルメイア
声 - 高橋春香（ゲームアプリ）
シンのサポートキャラクターNo.2で、大剣を使うハイロードのパワー型魔法騎士。姉御肌でチームのムードメーカー 。
界の雫に閉じ込められ、500年間行方不明となっていた。その間は眠りについていたため、記憶や姿は当時のまま。
セティ・ルミエル
シンの最後のサポートキャラクターNo.5で、ハイピクシー。シュニーをシュ姉と呼ぶ。
マリノ
声 - 堀籠沙耶（ゲームアプリ）
故人。デスゲーム時代にシンの恋人だった女性。
何気ない日常をシンと送っていたが、突如PK（プレイヤー・キラー）に狙われ、命を落とした。このことで、シンの運命を大きく狂わせることになった。
現在は、魂だけの存在で、界の雫を通して一時的にこの世界に現出している。

### 冒険者
ツバキ・イグニート
声 - 松本沙羅 / 森田さつき（ゲームアプリ）
口数の少ない美少女。小柄な体に似合わないパワーファイター。
シンとはガイエンと共に馬車の護衛依頼で出会い、依頼達成後は別れた。
ガイエン・グレイグ
声 - 赤坂柾之
大太刀を使う侍風の恰好をしたドラグニルで、特物は魔刀。ある目的のため旅をしている。
シンとはツバキと共に馬車の護衛依頼で出会い、依頼達成後は別れた。

### 冒険者ギルドの関係者
バルクス・ハイム
声 - 高塚正也
冒険者ギルド・ベイルリヒト支部のギルドマスター。義理人情に厚く、みんなから慕われている。元Sランクの冒険者。
エルス・バルト
声 - 高橋雛子
ティエラと同じ里出身のエルフの冒険者。冒険者をしつつギルドの受付もこなす。スキル保持者。
セリカ・リンドット
声 - 髙橋ミナミ
21歳。ヒューマン。冒険者ギルドの受付嬢。真面目な性格の”できる”お姉さん。シリカとは双子の姉妹。
シリカ・リンドット
声 - 髙橋ミナミ
21歳。ヒューマン。冒険者ギルドの受付嬢。大きなポニーテールが特徴。活発で小悪魔的な性格をしている。美人双子姉妹の妹。
アラッド・ロイル
声 - 三瓶雄樹
灰色の髪を持つギルドで宝玉の鑑定を受け持つ魔導士兼錬金術師。
キリエ・エイン
声 - 大西綺華
ギルドのサブマスター。元Aランク冒険者。Lv.180。バルクスの秘書のような立ち位置。

### 教会・孤児院の関係者
ヴィルヘルム・エイビス
声 - 比留間俊哉 / 富澤雄基（ゲームアプリ）
愛称は「ヴィル」。魔槍『ヴェノム』を操る冒険者。選定者であり、冒険者ランクはA。ベイルリヒト王国にある教会の孤児院出身。シンがハイヒューマンだということを知る数少ないひとり。外観や口調とは裏腹に、面倒見がよく正義感が強い。
ラシアに「浄化」を習得させる特殊クエストにて同行し、スカルフェイスを弱らせる役割を受け持つ。その後スカルフェイス・ロードが現れた際はラシアを担いで逃げた。
ミリー
声 - 涼本あきほ
8歳。ビースト。虎の特徴を持つタイプタイガーの少女。街の孤児院で暮らしており、「星詠み」の称号を持っている。
ラシア・ルゼル
声 - 石原夏織 / 山根希美（ゲームアプリ）
ヴィルヘルムの幼馴染で修道院のシスター。タイプイーグルで羽のような耳を持つ。
トリアの特殊クエストにより「浄化」を習得するため、弱ったスカルフェイスに対しヒールでトドメをさす役割を受け持つ。
最終的に「浄化」の習得には成功するものの、その直後にスカルフェイス・ロードが現れ、ヴィルヘルムに担がれて逃げた。
トリア・スリアス
声 - 豊口めぐみ
教会のシスター。ヒューマン。ある陰謀により孤児院が潰されようとしており、孤児院の存続を願い、シンに対してラシアに「浄化」を習得させる特殊クエストを依頼した。
クア
声 - 栗坂南美
孤児の中ではお姉さん。少し毒舌気味。
ブルク・エルバッハ
教会所属の神官。汚職に手を染め、ミリーを誘拐した。
ケーニッヒ・ボルト
近接タイプの選定者。隷属アイテムによってブルクに従わされている。

### ベイルリヒト王国の関係者
リオン・シュトライル・ベイルリヒト
声 - Lynn / 清水じゅん（ゲームアプリ）
ベイルリヒト王国第2王女。王国最強の戦士で大剣を自在に操る。
シンが倒したスカルフェイスの大剣が自室に飛んできたことをきっかけに捜査を始め、シンに近づきつつある。
後にシンにたどり着いて王宮に呼び出し、試合を申し込む。
ベイド
声 - 星祐樹
ベイルリヒト王国衛兵。出入り口の警備をしている、気さくなおっちゃん。
ルスト・トランジット・ベイルリヒト
ベイルリヒト王国の王子。
イラン
ルストの護衛の一人。
アルディ・シェイル
ベイルリヒト王国の若き騎士。ルストの護衛の任を解かれ、ギルドとの連絡役として派遣された。
ベイド
ベイルリヒトの城門を守る兵士。シンに紹介状の有用性を説いた。

### その他
ドウマ・ベアー、ツグミ・ベアー
穴熊亭の店主と看板娘。ヒューマン。
ラグナル
グラスとスプーンの看板が目印のバーのマスター。ヴィルヘルムと同じ孤児院出身。

## 既刊一覧

### 単行本
風波しのぎ（著）・魔界の住民（イラスト、1巻 - 9巻）・KeG（イラスト、10巻 - 11巻）・晩杯あきら（イラスト、12巻 - ） 『THE NEW GATE』 アルファポリス、既刊23巻（2024年6月30日現在）
| 巻数 | タイトル                       | 初版発行日     | ISBN              |
| ---- | ------------------------------ | -------------- | ----------------- |
| 1    | THE NEW GATE 01.終わりと始まり | 2013年12月27日 | 978-4-434-18727-8 |
| 2    | THE NEW GATE 02.亡霊平原       | 2014年6月4日   | 978-4-434-19312-5 |
| 3    | THE NEW GATE 03.ﾌｧﾙﾆｯﾄﾞ獣連合  | 2014年11月1日  | 978-4-434-19892-2 |
| 4    | THE NEW GATE 04.蒼き古の聖地   | 2015年4月4日   | 978-4-434-20428-9 |
| 5    | THE NEW GATE 05.紅の殲滅者     | 2015年9月5日   | 978-4-434-21006-8 |
| 6    | THE NEW GATE 06.狂信者の野望   | 2016年2月2日   | 978-4-434-21578-0 |
| 7    | THE NEW GATE 07.瘴魔の胎動     | 2016年7月9日   | 978-4-434-22120-0 |
| 8    | THE NEW GATE 08.神刀の継承者   | 2016年12月5日  | 978-4-434-22698-4 |
| 9    | THE NEW GATE 09.天下五剣       | 2017年4月5日   | 978-4-434-23123-0 |
| 10   | THE NEW GATE 10.温もりに凍えて | 2017年9月1日   | 978-4-434-23683-9 |
| 11   | THE NEW GATE 11.蒼海の水底     | 2018年2月3日   | 978-4-434-24217-5 |
| 12   | THE NEW GATE 12.心の寄る辺     | 2018年7月2日   | 978-4-434-24812-2 |
| 13   | THE NEW GATE 13.異世界の学び舎 | 2018年12月3日  | 978-4-434-25394-2 |
| 14   | THE NEW GATE 14.死に至る罪     | 2019年4月3日   | 978-4-434-25801-5 |
| 15   | THE NEW GATE 15.魂の還る場所   | 2019年10月1日  | 978-4-434-26517-4 |
| 16   | THE NEW GATE 16.命の花園       | 2020年3月4日   | 978-4-434-27160-1 |
| 17   | THE NEW GATE 17.皇国防衛戦     | 2020年9月4日   | 978-4-434-27777-1 |
| 18   | THE NEW GATE 18.聖地攻略戦     | 2021年3月6日   | 978-4-434-28551-6 |
| 19   | THE NEW GATE 19.彷徨う巨兵     | 2021年9月5日   | 978-4-434-29266-8 |
| 20   | THE NEW GATE 20.眠れる廃都市   | 2022年2月28日  | 978-4-434-29990-2 |
| 21   | THE NEW GATE 21.錬鉄の王       | 2022年9月30日  | 978-4-434-30874-1 |
| 22   | THE NEW GATE 22.鋼の園         | 2023年11月30日 | 978-4-434-32940-1 |
| 23   | THE NEW GATE 23.黄金の博兎     | 2024年6月30日  | 978-4-434-34063-5 |

### 漫画
風波しのぎ（原作）・三輪ヨシユキ（作画） 『THE NEW GATE』 アルファポリス〈アルファポリスCOMICS〉、既刊16巻（2025年1月22日現在）
| 巻数 | タイトル        | 初版発行日     | ISBN              |
| ---- | --------------- | -------------- | ----------------- |
| 1    | THE NEW GATE 1  | 2015年8月31日  | 978-4-434-20843-0 |
| 2    | THE NEW GATE 2  | 2016年3月31日  | 978-4-434-21654-1 |
| 3    | THE NEW GATE 3  | 2016年11月30日 | 978-4-434-22530-7 |
| 4    | THE NEW GATE 4  | 2017年6月30日  | 978-4-434-23288-6 |
| 5    | THE NEW GATE 5  | 2018年2月28日  | 978-4-434-24180-2 |
| 6    | THE NEW GATE 6  | 2019年1月31日  | 978-4-434-25436-9 |
| 7    | THE NEW GATE 7  | 2019年5月31日  | 978-4-434-25890-9 |
| 8    | THE NEW GATE 8  | 2020年1月4日   | 978-4-434-26872-4 |
| 9    | THE NEW GATE 9  | 2020年7月31日  | 978-4-434-27627-9 |
| 10   | THE NEW GATE 10 | 2021年2月28日  | 978-4-434-28560-8 |
| 11   | THE NEW GATE 11 | 2021年10月31日 | 978-4-434-29506-5 |
| 12   | THE NEW GATE 12 | 2022年6月30日  | 978-4-434-30459-0 |
| 13   | THE NEW GATE 13 | 2023年2月28日  | 978-4-434-31656-2 |
| 14   | THE NEW GATE 14 | 2024年3月31日  | 978-4-434-33613-3 |
| 15   | THE NEW GATE 15 | 2024年5月31日  | 978-4-434-33909-7 |
| 16   | THE NEW GATE 16 | 2025年1月31日  | 978-4-434-35155-6 |

## モバイルゲーム
2016年10月4日より、iOS向けとAndroid向けにアイテム課金制にて配信開始。2021年1月27日にサービス終了した。

## テレビアニメ
2023年11月にテレビアニメ化が発表され、2024年4月から6月までTOKYO MXほかにて放送された。
 

### スタッフ
- 原作 - 風波しのぎ[7]
- 原作イラスト - 魔界の住民[7]、KeG[7]、晩杯あきら[7]
- 漫画 - 三輪ヨシユキ[7]
- 監督 - 中津環[7]
- 副監督 - 加藤顕[5]
- シリーズ構成 - 内田裕基[7]
- アニメーションキャラクターデザイン・総作画監督 - 嵩本樹[7]
- サブキャラクターデザイン - 王國年[5]
- モンスターデザイン - 谷口欣孝[5]
- プロップデザイン - 谷口欣孝[5]、円居雄一郎[5]、永木歩実[5]
- 美術設定 - 金平和茂[5]
- 美術監督 - Studio Bus[5]
- 色彩設計 - 古市裕一[5]
- 3D監督 - 江田恵一[5]
- 2Dワークス - 矢崎宏幸[5]
- 撮影監督 - 蔡伯崙[5]
- 編集 - 本田優規[5]
- 音響監督 - 高桑一[5]
- 音楽 - 斎木達彦[7]、森悠也[7]、土田美咲[7]、田中津久美[7]
- 音楽制作 - 日音
- 音楽プロデューサー - 水田大介
- プロデューサー - 青井宏之、君塚耕太、諏訪豊、栗須貴大、小澤文啓、石渡章博
- アニメーションプロデューサー - 大上裕真
- アニメーション制作 - 横浜アニメーションラボ[7]、CloudHearts[7]
- 製作 - THE NEW GATE製作委員会

### 主題歌
「世界を射抜いて」
Souによるオープニングテーマ。作詞・作曲・編曲はNeru。
「カナタボシ」
岡咲美保によるエンディングテーマ。作詞・作曲は鈴木航海、編曲は遠藤直弥。

### 各話リスト
| 話数   | サブタイトル           | 脚本     | 絵コンテ | 演出     | 作画監督 | 初放送日       |
| ------ | ---------------------- | -------- | -------- | -------- | --- | -------------- |
| 第1話  | 第3の真実              | 内田裕基 | 中津環   | 加藤顕   | 青木真理子 青柳重美 范冬冬 孙继伟 魏旭龙                                                                                     | 2024年 4月14日 |
| 第2話  | 小さな相棒             | 内田裕基 | 小坂春女 | 大上裕真 | Kwoh Oh sik Won Eun sook Lim Keun soo Joung Eun joung Jang Hee kyu                                                           | 4月21日        |
| 第3話  | 奇妙な依頼             | 内田裕基 | 磯和     | 金元会   | Youn Hi young Jang Hee kyu Um Ju hyeong Won Eun sook Kim Hye jeon Kwon Oh sik FanDongdong Wei Xu Long SunJiwei               | 4月28日        |
| 第4話  | 長き夜を越えて         | 長瀬貴弘 | 井端義秀 | 大上裕真 | Won Chang hee Lim Keun soo Jang Hee kyu Kwon Oh sik Won Eun sook Youn Hi young Um Ju hyeong FanDongdong Wei Xu Long SunJiwei | 5月5日         |
| 第5話  | 一時の休息             | 長瀬貴弘 | 頂真司   | 山本隆太 | Kim Jong Bum Lee Kyung Soon Min Hyun Suk Lee Young Mi                                                                        | 5月12日        |
| 第6話  | 護衛任務               | 大西雄二 | 内藤明吾 | 大上裕真 | Won Eun sook Kwon Oh sik Youn Hi young FanDongdong Wei Xu Long SunJiwei                                                      | 5月19日        |
| 第7話  | ベイルーン             | 大西雄二 | 内藤明吾 | 大上裕真 | Won Eun sook Youn Hi young Kwon Oh sik Jang Hee kyu FanDongdong Wei Xu Long SunJiwei                                         | 5月26日        |
| 第8話  | 託されるもの、託すもの | 大西雄二 | 井端義秀 | 加藤顕   | Revival 池上たろう | 6月2日         |
| 第9話  | ベイルリヒトの王女     | 長瀬貴弘 | 藤原良二 | 大上裕真 | Revival Studio Bus | 6月9日         |
| 第10話 | 瘴魔                   | 長瀬貴弘 | 大原実   | 大上裕真 | Won Eun sook Kwon Oh sik Jang Hee kyu FanDongdong Wei Xu Long SunJiwei                                                       | 6月16日        |
| 第11話 | 閉ざされた聖地         | 大西雄二 | 殿勝秀樹 | 大上裕真 | Won Eun sook Kwon Oh sik Jang Hee kyu FanDongdong Wei Xu Long SunJiwei studiohb                                              | 6月23日        |
| 第12話 | 大氾濫                 | 内田裕基 | 頂真司   | 加藤顕   | Revival HSM STUDIO MASSKET FanDongdong Wei Xu Long SunJiwei                                                                  | 6月30日        |

### 放送局
| 放送期間                | 放送時間                     | 放送局   | 対象地域   | 備考                                 |
| ----------------------- | ---------------------------- | -------- | ---------- | ------------------------------------ |
| 2024年4月14日 - 6月30日 | 日曜 1:30 - 2:00（土曜深夜） | TOKYO MX | 東京都     |                                      |
|                         |                              | BS11     | 日本全域   | BS放送 / 『ANIME+』枠                |
|                         | 日曜 2:38 - 3:08（土曜深夜） | 毎日放送 | 近畿広域圏 | 製作参加 / 『アニメシャワー』第2部   |
| 2024年4月17日 - 7月3日  | 水曜 20:00 - 20:30           | AT-X     | 日本全域   | CS放送 / 字幕放送 / リピート放送あり |

| 配信開始日    | 配信時間               | 配信サイト |
| ------------- | ---------------------- | --- |
| 2024年4月14日 | 日曜 1:30 更新         | dアニメストア U-NEXT アニメ放題 |
| 2024年4月19日 | 金曜 1:30 以降順次更新 | ABEMA DMM TV FOD Hulu J:COM STREAM Lemino MBS動画イズム milplus Prime Video TELASA スマートパスプレミアム バンダイチャンネル HAPPY!動画 ニコニコ TVer |

### BD / DVD
| 巻  | 発売日        | 収録話 | 規格品番  | 規格品番  |
| 巻  | 発売日        | 収録話 | BD        | DVD       |
| --- | ------------- | ------ | --------- | --------- |
| BOX | 2024年8月30日 |        | KWXA-3111 | KWBA-3112 |